# James Bamforth
James Bamforth est un producteur de cartes postales anglais, qui réalise et produit des films de cinéma à partir de 1898.

## Photographies et cartes postales
Il commence sa carrière d’artiste et d’industriel en 1870, en tant que photographe produisant des vues sur verre pour les lanternes magiques. Il est à son époque l’un des plus célèbres photographes et fabricants de cartes postales anglais, créant à Holmfirth une véritable usine de prise de vues, de développement et tirage, et d’impression. Son entreprise, Bamforth and Company Ltd, lui survit après 1911, dirigée par ses fils. Après sa mort, ils continuent de produire des films et de développer la production de cartes postales, cartes de romance, cartes d’après des chansonnettes, et cartes d’humour (un genre grivois que reprend en France le dessinateur Dubout), qui rencontrent un grand succès public.
Le marché des cartes postales le conduit dans la station balnéaire de Brighton, où il assiste à des démonstrations d’un kinétoscope de Thomas Edison, dont le premier réalisateur anglais, William Paul, a entrepris la contrefaçon à l’échelle industrielle. Mais ce sont les frères Riley, des voisins installés à Bradford, qui, convaincus que l’exploitation de films de cinéma est une affaire rentable, le chargent de tourner des bandes pour leur clientèle. La société de Bamforth, qui a accumulé de nombreuses toiles de fond pour ses photographies et cartes postales, semble en effet la mieux adaptée aux prises de vues de scènes de genre. C'est ainsi que James Bamforth produit et réalise lui-même plusieurs films qui s’inscrivent dans l’histoire du cinéma primitif britannique,,,.

## Films notoires

### Le Baiser dans un tunnel
Ainsi que le font aux tout débuts du cinéma tous les réalisateurs, James Bamforth prend modèle sur ses prédécesseurs. Il donne sa propre version du Baiser dans un tunnel, où un jeune dandy quémande et reçoit un baiser d’une voyageuse, profitant de l’obscurité complice d’un tunnel où s’engouffre le train, mais dans le film de Bamforth, le jeune homme ne quémande pas et embrasse sans hésitation la jeune femme qui se laisse enlacer, et le baiser est un vrai baiser, contrairement à la chaste bise du film de George Albert Smith, réalisé juste avant. « Le film est chargé d’une évidente connotation érotique, il commence avant le baiser par une prise de vues en extérieur qui montre un vrai train pénétrant dans un vrai tunnel, image symbolique que reprend Alfred Hitchcock dans le dernier plan de La Mort aux trousses. »

### On se moque du jardinier
Il livre aussi une très intéressante version de L'Arroseur arrosé. Dans le film réalisé par Louis Lumière, on peut remarquer une contradiction de l’artiste avec son apport esthétique fondamental qui apparaît notamment dans L'Arrivée d'un train en gare de La Ciotat : la composition du cadrage selon le déplacement du sujet, filmé à 45° de l’axe de prise de vues. Mais, dans sa « saynète comique », Louis Lumière est revenu à la vision traditionnelle d’une fiction en 1895, qui se doit d’être photographiée selon le point de vue d’un spectateur de music-hall. « Louis Lumière avait structuré l’action dans la largeur du cadre, sur la base du tuyau d’arrosage qui s'étale de gauche à droite, mettant en place le modèle de la prise de vue orthogonale. James Bamforth, lui, structure l'action de son On se moque du jardinier dans la profondeur, en suivant une diagonale, la diagonale du champ. Ainsi, le farceur est au premier plan, le jardinier arroseur est au second plan, le tuyau serpente de l’un à l’autre, en diagonale. Au fond, un second jardinier qui pousse une tondeuse à gazon ferme la composition. Quand le farceur plie le tuyau pour interrompre l’arrivée d’eau, il regarde d’un air complice dans la direction de la caméra, donc du spectateur, renforçant la sensation de profondeur en incluant le hors-champ de derrière la caméra. » Le film de James Bamforth, qui se déroule exactement dans la même durée que celui de Louis Lumière, semble plus long car sa composition, qui utilise les deux diagonales du champ, permet de montrer plus d’actions, notamment quand le jardinier poursuit le farceur.

### Robes de dames clouées à la palissade
En revanche, en 1899, dans Ladies' Skirts Nailed to a Fence ou Women Rights (Robes de dames clouées à la palissade), Bamforth n’arrive pas à résoudre le problème de l’inversion de l’axe de prise de vues (ce qu'on appelle le champ-contrechamp), que résout son compatriote James Williamson, successivement avec Attaque d'une mission en Chine, en 1900, et Fire !  en 1901. Le sujet de Robes de dames est plutôt misogyne : deux plaisantins s'amusent à clouer le bas des robes de deux femmes, en pleine activité de commérage, aux planches d’une palissade derrière laquelle elles se sont isolées pour mieux médire. Au moment de s'éloigner, les deux dames se découvrent prisonnières de leurs longues robes (qui est la mode féminine décente jusqu’après la guerre de 14-18). Pour montrer les deux dames qui jacassent à l’envi, une première prise de vues les cadre devant la palissade. « Mais ensuite, comment montrer les deux farceurs de l’autre côté ? Posé aujourd’hui, ce problème trouverait immédiatement sa solution, il suffirait de placer la caméra de l’autre côté de la palissade et de filmer à 180° par rapport à la première prise de vue, d’effectuer ainsi un contrechamp. Oui, mais, dans ce cas, la caméra serait face au soleil, gare aux ombres chinoises ! [avec les émulsions de l’époque, les contre-jours étaient interdits.] Une autre solution, pour conserver l’homogénéité dans la qualité photographique, serait de déplanter la palissade, qui était un accessoire de décor, et de la réinstaller un peu plus loin, devant un autre fond de verdure, en la retournant sur l’autre face… James Bamforth choisit une solution très cubiste, il ne déplace pas la caméra, qui reste toujours cadrée sur le seul décor, palissade et fond d’arbres. Ce sont les comédiens qui se déplacent... Dans la deuxième prise de vue, les dames sont cette fois derrière la palissade, on ne voit plus que leur tête, les deux garnements sont devant la palissade, ils tirent entre les planches disjointes le bas de chaque robe qu’ils clouent à grands coups de marteau… Le résultat, que ne visait pas James Bamforth, est vraiment bizarre. C’est la première fois dans l’histoire du cinéma que l’on tentait un champ/contrechamp du même côté, cela valait le coup d’essayer! » À la projection, on dirait une fantaisie de Georges Méliès, avec un arrêt de caméra provoquant une brusque substitution de personnages par d’autres.